# ジョゼ・モライス
ジョゼ・モライス（José Morais）こと、ジョゼ・マヌエル・フェレイラ・ジ・モライス（José Manuel Ferreira de Morais、1965年7月27日 - ）は、ポルトガルの元サッカー選手、現サッカー指導者。アンゴラ共和国クアンザ・ノルテ州ゴルンゴ・アルト出身。現役時代のポジションはミッドフィールダー。

## 経歴
イングランド・プレミアリーグのチェルシーではジョゼ・モウリーニョのもとでアシスタントコーチを勤めた。
2018年11月28日、ウクライナ・プレミアリーグの監督を辞任し、韓国・Kリーグ1の全北現代モータースの監督に就任した。

## 所属クラブ
プロ経歴
- 1984年 - 1986年  UDレイリア
- 1986年 - 1988年 Dragões de Alferrarede
- 1988年 - 1990年  アトレティコ・クルーベ・デ・ポルトゥガル
  - 1990年  プライエンセ（期限付き移籍）
- 1990年 - 1991年  FCペナフィエル

## 指導歴
- 1999年 - 2001年  SLベンフィカB
- 2001年 - 2002年  GDエストリル・プライア
- 2002年  SCヴェストファリア・ヘルネ
- 2002年  ドレスナーSC
- 2003年 - 2004年  FCポルト (アシスタント)
- 2004年 - 2005年  サンタ・クララ
- 2005年  アシリスカ・フェレニンゲン
- 2007年 - 2008年  アル・ハズムFC
- 2008年  スタード・チュニジアン
- 2008年  イエメン
- 2008年 - 2009年  エスペランス・スポルティーブ・ドゥ・チュニス
- 2009年 - 2010年  インテルナツィオナーレ・ミラノ (アシスタント)
- 2010年 - 2013年  レアル・マドリード (アシスタント)
- 2013年 - 2014年  チェルシーFC (アシスタント)
- 2014年 - 2015年  アル・シャバブ・リヤド
- 2015年 - 2016年  チェルシーFC (アシスタント)
- 2016年  アンタルヤスポル
- 2016年 - 2017年  AEKアテネFC
- 2018年  バーンズリーFC
- 2018年  FCカルパティ・リヴィウ
- 2019年 - 2020年  全北現代モータース
- 2021年  アル・ヒラル
- 2022年 - 2024年 フーラッド・モバラケ・セパハンFC
- 2025年 -  ボドルムFK（英語版）

## タイトル

### 指導者時代
アル・シャバブ
- サウジ・スーパーカップ : 1回 (2014)

全北現代モータース
- Kリーグ1 : 2回　(2019, 2020)
- 韓国FAカップ : 1回　(2020)

アル・ヒラル
- サウジ・プロフェッショナルリーグ : 1回 (2020-21)